# Чемпіонат світу з художньої гімнастики 2002
Чемпіонат світу з художньої гімнастики 2002 пройшов з 10 по 14 липня в місті Новий Орлеан, США.

## Медалісти (групові вправи)
| Дисципліна           | Золото         | Срібло         | Бронза         |
| Групові вправи       | Групові вправи | Групові вправи | Групові вправи |
| -------------------- | -------------- | -------------- | -------------- |
| Групова першість     | Росія          | Білорусь       | Греція         |
| 5 стрічок            | Україна        | Росія          | Греція         |
| 2 м'ячі + 3 скакалки | Греція         | Болгарія       | Білорусь       |

## Медальний залік
| Місце               | Країна              | Золото | Срібло | Бронза | Загалом |
| ------------------- | ------------------- | ------ | ------ | ------ | ------- |
| 1                   | Росія               | 1      | 1      | 0      | 2       |
| 2                   | Греція              | 1      | 0      | 2      | 3       |
| 3                   | Україна             | 1      | 0      | 0      | 1       |
| 4                   | Білорусь            | 0      | 1      | 1      | 2       |
| 5                   | Болгарія            | 0      | 1      | 0      | 1       |
| Загалом (5 збірних) | Загалом (5 збірних) | 3      | 3      | 3      | 9       |